# I'm Your Fan
I'm Your Fan és un disc d'homenatge a Leonard Cohen, realitzat el 1991, produït per la revista francesa de música Les Inrockuptibles.
L'àlbum es basa en versions de caràcter folk i música indie, però amb intèrprets que no són tan famosos com el disc d'homenatge posterior Tower of Song, que va comptar amb artistes de més primera línia. El nom del disc fa referència al disc d'estudi de Cohen I'm Your Man.

## Llista de temes i intèrprets
1. Who by Fire – The House of Love
2. Hey, That's No Way to Say Goodbye – Ian McCulloch
3. I Can't Forget – Pixies
4. Stories of the Street – That Petrol Emotion
5. Bird on the Wire – The Lilac Time
6. Suzanne – Geoffrey Oryema
7. So Long, Marianne – James
8. Avalanche IV – Jean-Louis Murat
9. Don't Go Home With Your Hard-On – David McComb & Adam Peters
10. First We Take Manhattan – R.E.M.
11. Chelsea Hotel – Lloyd Cole
12. Tower of Song – Robert Forster
13. Take This Longing – Peter Astor
14. True Love Leaves No Traces – Dead Famous People
15. I'm Your Man – Bill Pritchard
16. A Singer Must Die – Fatima Mansions
17. Tower of Song – Nick Cave and the Bad Seeds
18. Hallelujah – John Cale